# Trichostomum lillei
Trichostomum lillei là một loài rêu trong họ Pottiaceae. Loài này được Dixon mô tả khoa học đầu tiên năm 1926.